# سینماپرس
سینماپرس درگذشته شبکه خبری سینمای ایران نام یک خبرگزاری برخط است که به اخبار سینمای ایران و جهان می‌پردازد. این خبرگزاری در اول بهمن ۱۳۸۸ با حضور معاون سینمایی وزارت ارشاد دولت احمدی‌نژاد، در مراسمی که در موزه سینما برگزار گردید، رونمایی شد.

## عوامل و فعالیت
این خبرگزاری به صاحب امتیازی جامعه اسلامی هنرمندان در حال فعالیت است. در سال ۱۳۹۵ سینماپرس به خاطر عملکرد خود در سال ۹۴ در طرح رتبه‌بندی پایگاه‌های خبری به عنوان برترین رسانه تخصصی سینمایی از سوی معاونت مطبوعاتی وزارت فرهنگ و ارشاد اسلامی اعلام گردید. پس از آن نیز این رسانه تخصصی بارها در رتبه بندی پایگاه های خبری که توسط معاونت مطبوعاتی اجرا می گردد به عنوان برترین پایگاه خبری تخصصی هنری برگزیده شده است. هم‌اکنون مدیر مسئولی این رسانه بر عهده روح‌الله شمقدری است. سینماپرس پربازدیدترین سایت خبری تخصصی سینمایی در ایران است و در حال حاضر اخبار این خبرگزاری تنها به زبان فارسی منتشر می‌شود.